# Droga wojewódzka 888
Die Droga wojewódzka 888 (DW888) ist eine 5,86 Kilometer lange Droga wojewódzka (Woiwodschaftsstraße) in der Woiwodschaft Masowien in Polen. Die Strecke im Powiat Warszawski Zachodni (deutsch Powiat Warschau West) verläuft von Süden nach Norden und verbindet die Landesstraße DK92 mit der Woiwodschaftsstraße DW580.

## Streckenverlauf
Woiwodschaft Masowien, Powiat Warszawski Zachodni
-  Święcice (Landesstraße DK92)
-  Myszczyn
-  Zaborów (DW580)